# بندراولا
بندراولا (به لاتین: Bandarawela Divisional Secretariat) یک منطقهٔ مسکونی در سری‌لانکا است که در ناحیه بادولا واقع شده‌است.